# ایگور ریزلین
ایگور ریزلین (اوکراینی: Ігор Дмитрович Рейзлін، آوانگاری: Ihor Dmytrovyč Rejzlin؛ زادهٔ ۷ دسامبر ۱۹۸۴) شمشیرباز اهل اوکراین است.